# A Mi Esposa con Amor (To My Wife with Love)
«A Mi Esposa con Amor (To My Wife with Love)» es una canción interpretada por el músico estadounidense Sonny James. Fue publicada en julio de 1974 como el sencillo principal de su álbum del mismo nombre.

## Recepción de la crítica
Un escritor no especificado de la revista Cash Box declaró: “The Southern Gentleman está en muy buena forma con esta exquisita balada de amor continental. La balada está aromatizada con el sabor europeo y hay una instrumentación muy exuberante con una destacada mancha de mandolina”. Añadió que el estilo vocal ricamente suave que él exhibe lo llevará a la cima una vez más.

## Lista de canciones
Todas las canciones escritas y compuestas por Sonny James y Carole Smith.
1. «A Mi Esposa con Amor (To My Wife with Love)» – 3:11
2. «Just Don't Stop Lovin' Me» – 2:26

## Posicionamiento
| Gráfica (1974)                                 | Pico de posición |
| ---------------------------------------------- | ---------------- |
| Canadá (RPM Country Playlist)                  | 3                |
| Estados Unidos (Billboard Hot Country Singles) | 4                |